# Sơn Thủy, A Lưới
Sơn Thủy là một xã miền núi thuộc huyện A Lưới, thành phố Huế, Việt Nam.
Xã Sơn Thủy có diện tích 15,91 km², dân số năm 1999 là 2.437 người và mật độ dân số đạt 153 người/km².

## Hành chính
Tính đến năm 2018 (theo Nghị quyết 22/NQ-HĐND tỉnh), xã Sơn Thủy có 6 thôn: Vinh Lợi, Quảng Ngạn, Quảng Thọ, Quảng Phú, Quảng Lộc, Quảng Hợp.